# Diocesi di Duque de Caxias
La diocesi di Duque de Caxias (in latino: Dioecesis Caxiensis) è una sede della Chiesa cattolica in Brasile suffraganea dell'arcidiocesi di Rio de Janeiro. Nel 2021 contava 1.104.950 battezzati su 1.397.530 abitanti. È retta dal vescovo Tarcísio Nascentes dos Santos.

## Territorio
La diocesi comprende i comuni di Duque de Caxias e São João de Meriti nello Stato brasiliano di Rio de Janeiro.
Sede vescovile è la città di Duque de Caxias, dove si trova la cattedrale di Sant'Antonio.
Il territorio si estende su 503 km² ed è suddiviso in 22 parrocchie.

## Storia
La diocesi è stata eretta l'11 ottobre 1980 con la bolla Qui divino consilio di papa Giovanni Paolo II, ricavandone il territorio dalle diocesi di Nova Iguaçu e di Petrópolis.

## Cronotassi dei vescovi
Si omettono i periodi di sede vacante non superiori ai 2 anni o non storicamente accertati.
- Mauro Morelli † (25 maggio 1981 - 30 marzo 2005 dimesso)
- José Francisco Rezende Dias (30 marzo 2005 - 30 novembre 2011 nominato arcivescovo di Niterói)
- Tarcísio Nascentes dos Santos, dal 1º agosto 2012

## Statistiche
La diocesi nel 2021 su una popolazione di 1.397.530 persone contava 1.104.950 battezzati, corrispondenti al 79,1% del totale.
| anno | popolazione | popolazione | popolazione | presbiteri | presbiteri | presbiteri | presbiteri                | diaconi | religiosi | religiosi | parrocchie |
| anno | battezzati  | totale      | %           | numero     | secolari   | regolari   | battezzati per presbitero | diaconi | uomini    | donne     | parrocchie |
| ---- | ----------- | ----------- | ----------- | ---------- | ---------- | ---------- | ------------------------- | ------- | --------- | --------- | ---------- |
| 1990 | 1.132.000   | 1.223.285   | 92,5        | 21         | 11         | 10         | 53.904                    |         | 10        | 28        | 21         |
| 1999 | 974.170     | 1.313.000   | 74,2        | 31         | 16         | 15         | 31.424                    | 1       | 16        | 80        | 20         |
| 2000 | 974.170     | 1.313.000   | 74,2        | 31         | 16         | 15         | 31.424                    | 1       | 16        | 80        | 20         |
| 2001 | 905.000     | 1.220.420   | 74,2        | 33         | 17         | 16         | 27.424                    | 3       | 24        | 79        | 20         |
| 2002 | 963.000     | 1.220.420   | 78,9        | 35         | 19         | 16         | 27.514                    | 3       | 24        | 79        | 19         |
| 2003 | 976.000     | 1.235.626   | 79,0        | 34         | 20         | 14         | 28.705                    | 3       | 23        | 69        | 19         |
| 2004 | 976.000     | 1.235.626   | 79,0        | 35         | 20         | 15         | 27.885                    | 3       | 23        | 79        | 18         |
| 2006 | 1.032.735   | 1.307.170   | 79,0        | 38         | 21         | 17         | 27.177                    | 7       | 26        | 82        | 18         |
| 2013 | 1.132.000   | 1.433.000   | 79,0        | 38         | 20         | 18         | 29.789                    | 18      | 29        | 54        | 20         |
| 2016 | 1.159.000   | 1.469.000   | 78,9        | 47         | 26         | 21         | 24.659                    | 18      | 33        | 55        | 21         |
| 2019 | 1.187.000   | 1.500.000   | 79,1        | 48         | 24         | 24         | 24.729                    | 26      | 33        | 48        | 22         |
| 2021 | 1.104.950   | 1.397.530   | 79,1        | 54         | 29         | 25         | 20.462                    | 24      | 40        | 47        | 22         |